# Anti-agglomérant
Un anti-agglomérant est une substance qui limite l'agglutination des particules dans un produit en poudre et ainsi assure sa fluidité.
Ils sont utilisés dans divers domaines dont les sels routiers, fertilisants, cosmétiques, détergents de synthèse et diverses applications alimentaires ou industrielles.

## Anti-agglomérants alimentaires
Les anti-agglomérants sont largement utilisés dans l'alimentation et sont considérés comme des additifs alimentaires. Les plus connus sont les silicates.
En voici une liste plus large avec leurs codex alimentaire :
- E500(i) Carbonate de sodium
- E501(i) Carbonate de potassium
- E503(i) Carbonate d'ammonium
- E503(ii) Bicarbonate d'ammonium
- E504(i) Carbonate de magnésium
- E535 Ferrocyanure de sodium
- E536 Ferrocyanure de potassium
- E538 Ferrocyanure de calcium
- E551 Dioxyde de silicium
- E552 silicate de calcium
- E553(i) Silicate de magnésium
- E553b Talc
- E554 Silicate alumino-sodique
- E555 Silicate alumino-potassique
- E556 Silicate alumino-calcique
- E557 Silicate de zinc
- E558 Bentonite
- E559 Silicate d’aluminium
- E570 Acide stéarique

Les dangers des anti-agglomérants à base d'aluminium sont évoqués dans le documentaire Aluminium, notre poison quotidien réalisé en 2011 par Valérie Rouvière.